# Shorttrack-Juniorenweltmeisterschaften 2019
Die Shorttrack-Juniorenweltmeisterschaften 2019 wurden vom 25. bis 27. Januar 2019 in der Aréna Maurice-Richard in Montreal, Kanada ausgetragen. Es waren die ersten Juniorenweltmeisterschaften, bei denen die Wettbewerbe im Mehrkampf nicht mehr ausgetragen wurden.

## Ergebnisse

### Juniorinnen
| Event          | Gold                                                          | Gold         | Silber                                                                  | Silber       | Bronze                                                                  | Bronze        |
| -------------- | ------------------------------------------------------------- | ------------ | ----------------------------------------------------------------------- | ------------ | ----------------------------------------------------------------------- | ------------- |
| 500 m          | Maame Biney                                                   | 43,800 s.    | Xandra Velzeboer                                                        | 45,350 s.    | Georgie Dalrymple                                                       | 1:04,495 min. |
| 1000 m         | Li Jinyu                                                      | 1:31,258 min | Park Yoon-jung                                                          | 1:31,784 min | Claudia Heeney                                                          | 1:33,422 min  |
| 1500 m         | Seo Whi-min                                                   | 2:25,251 min | Li Jinyu                                                                | 2:25,320 min | Courtney Lee Sarault                                                    | 2:25,770 min  |
| 3000-m-Staffel | Südkorea Jeon Yu-min Kim Chae-hyun Park Yoon-jung Seo Whi-min | 4:14,699 min | Russland Anna Matveeva Liudmila Kozulina Sofya Boytsova Vera Rasskazova | 4:15,361 min | Italien Chiara Betti Elisa Confortola Gloria Confortola Gloria Ioriatti | 4:15,553 min  |

### Junioren
| Event          | Gold                                                          | Gold         | Silber                                                                  | Silber       | Bronze                                                                            | Bronze       |
| -------------- | ------------------------------------------------------------- | ------------ | ----------------------------------------------------------------------- | ------------ | --------------------------------------------------------------------------------- | ------------ |
| 500 m          | Kim Tae-sung                                                  | 40,943 s.    | Sun Long                                                                | 41,252 s.    | Pietro Sighel                                                                     | 41,263 s.    |
| 1000 m         | Jung Ho-kyoung                                                | 1:28,042 min | Kim Tae-sung                                                            | 1:28,307 min | Kazuki Yoshinaga                                                                  | 1:28,446 min |
| 1500 m         | Chang Hyun-woo                                                | 2:26,047 min | Wang Pengyu                                                             | 2:26,443 min | Pietro Sighel                                                                     | 2:26,457 min |
| 3000-m-Staffel | Volksrepublik China Li Wenlong Song Jian Sun Long Wang Pengyu | 3:58,501 min | Niederlande Bram Steenaart Jens van ’t Wout Sven Roes Melle van ’t Wout | 3:58,570 min | Russland Aleksey Simakin Daniil Krasnokutskii Konstantin Iwlijew Sergei Milowanow | 3:58,602 min |